# Канал (Секретные материалы)
«Канал» (англ. Conduit) — четвёртый эпизод первого сезона сериала «Секретные материалы», главные герои которого — Фокс Малдер (Дэвид Духовны) и Дана Скалли (Джиллиан Андерсон), агенты ФБР, расследующие сложно поддающиеся научному объяснению преступления, называемые «Секретными материалами». В данном эпизоде Малдер и Скалли расследуют таинственное исчезновение молодой девушки, которую, как предполагает её мать, похитили инопланетяне. Для Малдера дело приобретает личный характер, так как напоминает ему о личной драме, пережитой в детстве.
Эпизод, хоть и не связан напрямую с «мифологией сериала», заданную в пилотной серии, предоставляет дополнительную информацию о том, как младшая сестра Фокса Малдера, Саманта Малдер, была похищена в детстве.
Премьера эпизода в США состоялась 1 октября 1993 года на канале Fox. Общее количество домохозяйств США, смотревших премьеру, оценивается в 5 900 000.

## Сюжет
В штате Айова семья Моррисов ночует на берегу озера Окободжи во время кемпинга. Внезапно посреди ночи возникает яркий свет, а трейлер, где находится мать семейства, Дарлин, начинает сильно трястись. Когда свет гаснет и вибрации стихают, Дарлин обнаруживает, что её дочь, Руби, ночевавшая в спальнике снаружи трейлера со своим младшим братом Кевином, исчезла.
Малдер начинает расследование по исчезновению Руби Моррис, узнав о нём из бульварной газеты. Скалли и их начальник Блевинс обращают внимание на сходство этого случая с инцидентом, случившимся в детстве Малдера, когда его сестра была похищена инопланетянами. Малдер рассказывает Скалли, что озеро Окободжи является горячей точкой для НЛО. Он представляет несколько газетных статей, написанных за последние несколько десятилетий как доказательство. Одна статья описывает НЛО, увиденное девушками из лагеря скаутов, одной из которых была Дарлин Моррис.
В доме Моррисов Малдер расспрашивает Кевина о случившемся, но тот ничего не может вспомнить о произошедшем. Мальчик все время исписывает бумажные листки нолями и единицами. Это заинтересовывает Малдера, и он отправляет один лист в Вашингтон для анализа. Мальчик говорит, что эти надписи он получает из телевизора, но на экране нет ничего, кроме статической ряби.
С агентами выходит на контакт одноклассница пропавшей девушки. Та заявляет, что парень по имени Грег Рэндалл, от которого забеременела Руби, планировал тайно сбежать вместе с ней. Грег был одним из байкеров, которые собирались в местном баре, но агенты выясняют, что он там давно не появлялся.
Записи Кевина Морриса оказываются частью сверхсекретной двоичной передачи спутника министерства обороны США. Сотрудники Агентства национальной безопасности врываются в дом Моррисов с обыском, а Кевина арестовывают, но вскоре отпускают за недостатком каких-либо улик. Малдер полагает, что мальчик стал проводником для передач инопланетных сообщений. Вернувшись на место похищения, агенты находят результаты воздействия высокой температуры и тело Грега Рэндалла, захороненное в неглубокой могиле. Благодаря записке в бумажнике Рэндалла, агенты, сравнив почерк, находят с помощью шерифа неизвестную девушку, говорившую с ними, Тэссу Сиарс. Тэсса признается, что застрелила Грэга, но настаивает, что не убивала Руби.
Скалли и Малдер возвращаются в дом Моррисов и застают его пустым. Они находят большой портрет Руби, составленный из листов Кевина, исписанных двоичными кодами. Агенты приезжают к озеру Окободжи. Малдер находит Кевина, идущего в тумане навстречу странному свету. Источником света оказывается группа байкеров, едущих на мотоциклах. Малдер едва спасает ребёнка из-под их колес. Агент пытается объяснить Кевину, что его сестра больше не вернется, но Руби обнаруживается неподалёку, в бессознательном состоянии.
В больнице Руби пытается рассказать, что с ней случилось, но её мать препятствует этому, говоря, что не хочет, чтобы над её дочерью смеялись, как это было с ней самой. Дарлин запрещает Малдеру говорить с дочерью, предлагая версию о том, что её дочь все это время была с байкерами. Малдер уходит в больничную часовню, оставаясь наедине со своими мыслями о пропавшей сестре. Скалли прослушивает запись из дела об исчезновении сестры Малдера с гипнотическим сеансом, в котором Малдер описал свои подсознательные воспоминания и говорит, что хочет верить — однажды его сестра будет возвращена на Землю.

## Сценарий и съёмки
Соавторы сценария Говард Гордон и Алекс Ганса сделали упор на свою сильную сторону при разработке сценария, а именно — развитие характеров героев. В связи с этим, концепция о похищении девушки инопланетянами была преподнесена зрителю через призму эмоций Малдера, в детстве потерявшего сестру в результате подобного похищения. Сценаристы стремились создать напряжённую атмосферу в кадре и объяснить различные варианты развития событий. «Была ли она украдена и убита своим бойфрендом? Это „Твин Пикс“ или похищение инопланетянами? Все может получить объяснение в какой-то момент», — комментировал свой замысел Гордон. Сценарист посчитал концовку в больничной часовне лучшим моментом эпизода, так как она позволила утвердить личный «крестовый поход» Малдер в поисках пропавшей сестры. Сценаристы боялись, что Крису Картеру не понравится сценарий, но тот одобрил их работу. Как и продюсер Глен Морган, Картер посчитал эпизод очень важным для определения характера Малдера. Создатель сериала подчёркивал, что для общей канвы весьма важно осознание Скалли того факта, что Малдер — не какой-то сумасшедший в иррациональном поиске внеземных цивилизаций.
Съёмки проводились в Британской Колумбии. В роли озера Окободжи выступило озеро Бунцен. Впоследствии оно будет использовано для съёмок некоторых натурных сцен эпизода «Трясина». При подготовке к съёмкам произошёл небольшой казус: группа рабочих, ответственная за установку указателей с вымышленными названиями, сама заблудилась в лесу. Рисунок лица Руби двоичным кодом был создан ассистентом художника Грегом Льюеном и Вивьен Ниши, которые вручную написали цифры на большом плакате.
Исполнитель роли Кевина, Джоэль Палмер, вернулся в сериал во втором сезоне. Актёр исполнил роли близнецов Чарли и Майкла Холви в эпизоде «Калушары».

## Эфир и отзывы
Премьера эпизода в США состоялась 1 октября 1993 года на канале Fox (премьерные показы в других странах состоялись позже). По шкале Нильсена рейтинг серии составил 6,3 балла с 11-процентной долей. Это означает, что во время премьерного показа 6,3 процента всех домохозяйств с телевизором и 11 процентов из домохозяйств, смотревших телевизор в тот вечер, смотрели серию. Общее количество домохозяйств, смотревших премьеру, оценивается в 5,9 миллиона.
От критиков эпизод получил преимущественно положительные отзывы. Кит Фиппс в статье для «The A.V. Club» присвоил серии оценку «B+» (3,5 балла из 4-х), положительно оценив раскрытие мотивов главных героев. Несколько иное мнение высказал «Entertainment Weekly». В ретроспективном обзоре первого сезона журнал поставил эпизоду оценку «B» (3 балла из 4-х). Издание описало эпизод как «великолепный для фона» сериала, но сравнило актёрскую игру Духовны с деревом, причем отдав предпочтение последнему в плане мастерства.
Несмотря на разницу мнений относительно актёрской игры Духовны, Мишель Буш в книге «Myth X» написала, что эпизод «заложил фундамент» одной из основных тем сериала — поиска Малдером своей сестры. Авторы книги «Deny All Knowledge: Reading The X-Files» (рус. Отрицай всё знание: читая “Секретные Материалы”) отметили, что эпизод поменял местами традиционные для телеэкрана образы мужчины и женщины: открытость и уязвимость Малдера при расследовании дела Руби Моррис позволили создать характер, ранее выражавшийся исключительно в женских персонажах. Писатель Брентон Мэйлин добавил, что эмоциональность Малдера и его сочувствие Моррисам являют собой отрыв от прошлых архетипов детективов-мужчин в научной фантастике.